# Marlui Miranda
Marlui Nóbrega Miranda (Fortaleza, 12 de octubre de 1949) es una compositora, cantante, musicóloga, directora de orquesta, arquitecta e investigadora de la cultura indígena de Brasil. Es hermana de la escritora Ana Miranda (1951-), dos años menor que ella. Está casada con el fotógrafo Marcos Santili.

## Biografía
Marlui Miranda nació en 1951 en el costero barrio Praia de Iracema, en la ciudad de Fortaleza, capital de Ceará.
Sus padres eran el ingeniero José Américo de Almeida y el ama de casa Zuíla César Nóbrega.
Cuando tenía siete años de edad, su padre fue contratado como ingeniero civil para la construcción de la ciudad de Brasilia, que sería la futura capital de Brasil. En enero de 1957 se trasladó con su familia a Río de Janeiro, mientras que su padre se fue a vivir solo a Brasilia, porque el sitio de construcción era muy inhóspito, y todavía no tenía escuela, hospital ni comodidad alguna.
Dos años después, en 1959, se mudaron todos a Brasilia.
En el Distrito Federal, después de terminar la escuela secundaria, estudió Arquitectura en la Universidad de Brasilia, mientras estudiaba simultáneamente Dirección de Orquesta en la Facultad de Santa Marcelina. Se graduó en ambas instituciones.
En 1967, cuando Marlui tenía 17 años, ganaron con su hermana Ana en el Festival de Música de Brasilia, con el chorinho Boa vida, y se convirtieron inmediatamente en celebridades.
En 1971 regresó a vivir en Río de Janeiro, con su hermana Ana, que estaba desarrollando una carrera en literatura. También estudió en el Conservatorio Villa-Lobos.
Desde 1974 trabajó en la investigación las tradiciones musicales de los pueblos de la Amazonía.
Estudió guitarra con Turíbio Santos, Oscar Cárceres, Jodacil Damaceno, João Pedro Borges y Paulo Bellinati.
Ha tocado con Egberto Gismonti, Milton Nascimento y Taiguara.
En 1998 participó en el álbum O sol de Oslo con Gilberto Gil, Bugge Wesseltoft, Trilok Gurtu, Rodolfo Stroeter y Toninho Ferragutti.

## Discografía
- 1997: 2 ihu kewere: rezar
- 1996: Ihu: todos os sons
- 1986: Rio acima
- 1983 Revivência
- 1979: Olho d’água

## Filmografía[1]

### Compositora de música incidental
- 1980: Jari (documental).
- 1990: Ameríndia: memória, remorso e compromisso no V Centenário (documental).
- 1999: Hans Staden.
- 2000: Um filme de Marcos Medeiros (cortometraje).
- 2009: Claude Lévi-Strauss: auprès de l’Amazonie (documental).

### Asesora de idiomas indígenas
- 1991: Jugando en los campos del Señor, de Héctor Babenco (con Tom Berenger, John Lithgow, Daryl Hannah, Aidan Quinn, Tom Waits y Kathy Bates), como creadora del idioma niaruna.